# 圓頭倭犰狳
圓頭倭犰狳（學名：Calyptophractus retusus）是倭犰狳科下圓頭倭犰狳屬（Calyptophractus）的單屬種。此種與另一近似種倭犰狳常被稱作鎧鼴，鎧指此科物種背部上的鱗甲，但它們並不屬於鼴科。

## 分佈
原生於新热带界的南美洲，主要生活於阿根廷、玻利維亞及巴拉圭。其原生棲息地為亞熱帶或熱帶的灌木叢或乾旱的低矮草地。其主要受到棲息地破壞的威脅。

## 描述
圓頭倭犰狳（以及另一近似種倭犰狳）與其他犰狳不同的是其骨盆上的鱗甲是牢固地附著在脊柱和骨盆的骨頭上。軟背上的鱗甲已完全融合到皮膚上，當中24片鱗甲因以軟組織聯繫而能夠活動。背甲上散落稀疏的白毛，但在腹部則很濃密如毛茸茸般。強而有力的彎曲利爪很適合它們穴居的生活。柔軟的鱗甲於尾部戛然而止，就像被截去一樣，這與倭犰狳一樣，但此種沒有明顯堅硬的頭甲，也沒有大片的尾甲覆蓋尾部。身體總長度為140至175毫米，尾長約35毫米。牙齒很小如釘狀。

## 生態
本種為夜行性物種，科學家對其所知甚少。能快速地挖掘出地洞以自補，如未能迅速躲進地洞中，會把身體緊貼地面。主要以螞蟻及其幼蟲為食，也吃蠕蟲，蝸牛及樹根等植物材料。已知此種能發出如人類嬰孩般的哭泣聲。

## 保護現狀
在2010年出版的IUCN紅色名錄上列為數據缺乏，但在早前的版本中列為近危物種。雖在其棲地上仍算常見，但這種低矮的平地環境正面臨開發及被破壞的威脅。